# Antonio Crestar
Antonio Crestar Faraldo (Telle, Miño, 19 de mayo de 1896 - Montevideo, 1 de noviembre de 1983) fue un escultor y promotor de la cultura de Galicia, de donde era originario, que se radicó en Uruguay en su adolescencia.

## Biografía
En 1909 se trasladó a Uruguay, donde entró en contacto con los representantes del galleguismo Manuel Meilán, Ramón Antelo y Francisco Rial, junto a quienes participó de los parladoiros del café Tupí Nambá de Montevideo. Fue uno de los fundadores de la Hermandad Gallega de Uruguay y de Galeuzca. Presidió la comisión gestora de la escuela pública Galicia y del Centro Gallego.
En la Escuela Nacional de Bellas Artes, estudió dibujo durante un año con Guillermo Laborde. No obstante la rama plástica que cultivó principalmente fue la escultura. Participó en exposiciones colectivas en distintos salones nacionales y en el Salón Artistas Libres. Su obra en madera "Cabeza" recibió la medalla de bronce en XV Salón de Pintura y Escultura (1951). Dicha obra se encuentra en el Museo Municipal de Durazno.
En 1973 fue galardonado con el premio Vieira de Prata, que le concedió el Consejo de la Cultura Gallega. Fue nombrado Hijo predilecto de Miño en mayo de 1982.